# Aeroportul Rustaq
Aeroportul Rustaq (IATA: MNH, ICAO: OORQ) este un aeroport din Oman.
Situat la o altitudine de 106 m, aeroportul dispune de o singură pistă.